# Mühlhausen (Moyenne-Franconie)
Pour les articles homonymes, voir Mühlhausen.
Mühlhausen est une commune de Bavière (Allemagne), située dans l'arrondissement d'Erlangen-Höchstadt, dans le district de Moyenne-Franconie.